# Oulad Gnaou
Oulad Gnaou (àrab أولاد ڭناو) és una comuna rural de la província de Béni Mellal de la regió de Béni Mellal-Khénifra. Segons el cens de 2014 tenia una població total de 12.720 persones.